# Limnephilus borealis
Limnephilus borealis – owad z rzędu chruścików (Insecta: Trichoptera), z rodziny Limnephilidae. Larwy budują przenośne domki z fragmentów detrytusu.
Gatunek północno-palearktyczny, występuje w Alpach, subalpejskich górach, środkowo- i zachodnioeuropejskich nizinach, Anglii, Skandynawii. Larwy spotykane w jeziorach i zarośniętych odcinkach rzek. W Polsce podawany głównie z północnej części kraju. Limnebiont, preferuje strefę szuwarów oraz jeziora lobeliowe.
Na Pojezierzu Pomorskim spotykany w jeziorach lobeliowych oraz jeziorach Niziny Szczecińskiej, głównie w szuwarach, sporadycznie w napływkach. Raczej rzadko spotykany w jeziorach Pojezierza Mazurskiego, najwięcej larw złowiono w jez. Skanda, wśród trzcin, manny i turzyc. W niektórych jeziorach larwy spotykane w osoce lub ramienicach, najczęściej jednak w strefie helofitów. Imagines złowione nad jez. Śniardwy oraz Oświn. W Dolinie Narwi i Dolinie Biebrzy larwy spotykane w starorzeczach i zbiornikach okresowych. Larwy liczne w dużych limnokrenach Wyżyny Krakowsko-Częstochowskiej.
W Finlandii pospolity, w jeziorach, stawach i zbiornikach okresowych. Imagines łowione nad jeziorami w różnych częściach Europy.